# Valmanya
Valmanya (catalansk: Vallmanya) er en kommune i departementet Pyrénées-Orientales i Sydfrankrig.

## Geografi
Valmanya ligger 52 km sydvest for Perpignan. Nærmeste by er mod nord Baillestavy (5 km).

## Demografi

### Udvikling i folketal
| 1962                                                              | 1968 | 1975 | 1982 | 1990 | 1999 | 2007 | 2015 | 2017 |
| ----------------------------------------------------------------- | ---- | ---- | ---- | ---- | ---- | ---- | ---- | ---- |
| 51                                                                | 63   | 29   | 32   | 30   | 18   | 27   | 36   | 34   |
| Tal fra og med 1962 er uden dobbelttælling (sans doubles comptes) |      |      |      |      |      |      |      |      |